# Mount McCallum
Mount McCallum ist ein 2200 m hoher Berg im ostantarktischen Viktorialand. In der Explorers Range der Bowers Mountains ragt er unmittelbar nordwestlich des Mount Marwick auf.
Die Benennung erfolgte auf Vorschlag von Malcolm Gordon Laird (1935–2015), Leiter des Geologenteams, das zwischen 1981 und 1982 im Rahmen des New Zealand Antarctic Research Program in diesem Gebiet tätig war. Namensgeber ist der neuseeländische Wissenschaftler und Bergsteiger Graham John McCallum (1928–1981), der von 1963 bis 1964 in Antarktika tätig und durch eine Lawine am Mount Ruapehu in Neuseeland ums Leben gekommen war.